# Estación de La Corredoria
La Corredoria es una estación ferroviaria que actúa como intercambiador de pasajeros y que da servicio a la localidad ovetense de La Corredoria.
La estación tiene un vestíbulo subterráneo por el que se accede a los andenes de la red de ancho ibérico y de la red de ancho métrico del Adif, que están situados a diferente altura.

## Situación ferroviaria
La estación forma parte de dos líneas ferroviarias, tanto de ancho ibérico como de ancho métrico.
- Como parte de la línea férrea de ancho ibérico que une Venta de Baños con Gijón, se encuentra en el punto kilométrico 142,585, a 180 metros de altitud.[1] El tramo es de vía doble y está electrificado.
- Como parte de la línea férrea de ancho métrico que une Ferrol con Aranguren, se encuentra en el punto kilométrico 317,276, también a 180 metros de altitud.[1]

## Historia

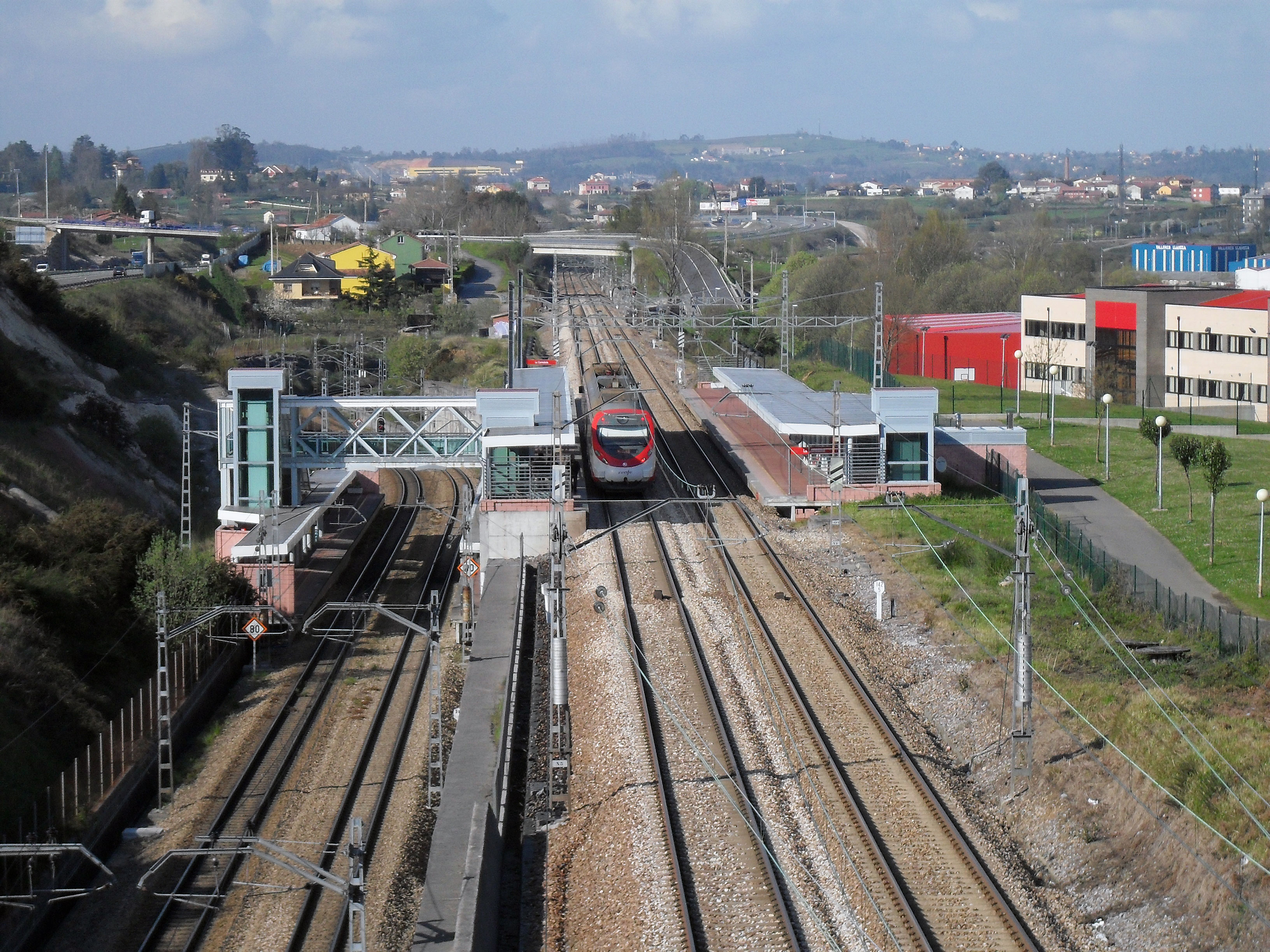
Vista de los andenes de la red de ancho métrico (izquierda) y de la red de ancho ibérico (derecha) en la estación.

El intercambiador de pasajeros fue proyectado inicialmente como un apeadero de RENFE, únicamente. El proyecto tenía un presupuesto de 3,2 millones de euros, y las obras comenzaron el 1 de abril de 2003.
Con posterioridad al inicio de las obras, el presidente de Renfe y de FEVE firmaron un convenio para ampliar el servicio del apeadero, de manera que fuese utilizado también por FEVE. Dicho convenio fue firmado en Oviedo el 6 de octubre de 2003, con la presencia de Francisco Álvarez Cascos, ministro de Fomento, y Gabino de Lorenzo, alcalde de Oviedo.
La firma del convenio supuso un aumento de  la inversión en 1,7 millones de euros, para la realización de las modificaciones necesarias en el proyecto.
El intercambiador fue inaugurado el 30 de junio de 2004 por el presidente del Principado de Asturias, Vicente Álvarez Areces, y Magdalena Álvarez, ministra de Fomento.

## Servicios ferroviarios
La estación está servida por líneas de cercanías tanto de ancho ibérico como de ancho métrico (estas últimas de la antigua Feve). Además, efectúan parada los servicios regionales operados por Renfe Media Distancia, que circulan entre Oviedo y Santander.

### Regionales
Los trenes regionales que unen Oviedo y Santander tienen parada en la estación.
| Línea | Origen/Destino | Paradas intermedias | Destino/Origen |
| ----- | -------------- | --- | -------------- |
|       | Oviedo         | La Corredoria · Parque Principado · Colloto · Meres · Fonciello · El Berrón · La Carrera · Pola de Siero · Los Corros · Lieres · El Remedio · Llames · Nava · Fuente Santa · Ceceda · Carancos · Pintueles · Infiesto · Infiesto-Apeadero · Villamayor · Sebares · Soto de Dueñas · Ozanes · Policlínico de Arriondas · Arriondas · Fuentes · Toraño · Cuevas · Llovio · Ribadesella · Camango · Belmonte · Nueva · Villahormes · Posada · Balmori · Celorio · Poo · Llanes · San Roque del Acebal · Vidiago · Pendueles · Colombres · Unquera · Pesúes · San Vicente de la Barquera · El Barcenal · Roiz · Treceño · Cabezón de la Sal · San Pedro de Rudagüera · Puente San Miguel · Torrelavega-Centro | Santander      |

### Cercanías
Forma parte de las líneas C-1, C-3 y C-6 de Cercanías Asturias. En relación con la primera, la unen con Gijón y Oviedo trenes cada 30 minutos los días laborables, mientras que los sábados, domingos y festivos la frecuencia se reduce a una hora. Hacia Puente de los Fierros solo continúan una decena de trenes que se reducen a seis los fines de semana porque el resto de trenes finalizan su trayecto en esta estación.
La duración del viaje es de unos 6 minutos a Oviedo y de algo menos de 30 minutos hasta Gijón en el mejor de los casos.
Respecto a la línea C-3, la frecuencia habitual de trenes es de un tren cada 30-60 minutos. El trayecto entre Lugones y San Juan de Nieva se cubre generalmente en unos 40 minutos.
Por último, la línea C-6 tiene una frecuencia de trenes cercana a un tren cada treinta minutos. La cadencia disminuye durante los fines de semana y festivos.
| procedencia/destino | < estación | Línea | estación >        | destino/procedencia               |
| ------------------- | ---------- | ----- | ----------------- | --------------------------------- |
| Gijón               | Lugones    |       | Oviedo            | Pola de LenaPuente de los Fierros |
| San Juan de Nieva   | Lugones    |       | Oviedo            | Llamaquique                       |
| Oviedo              | Oviedo     |       | Parque Principado | Infiesto-Apeadero                 |

## Movimiento de viajeros
Según respuesta de la Vicepresidenta Primera del Gobierno y Ministra de la Presidencia a una pregunta escrita de María del Carmen Rodríguez Maniega, del Grupo Popular, en el Congreso, de mayo de 2007 a abril de 2008 326.477 viajeros de RENFE se subieron en esta estación y 287.455 se apearon. Con estos datos, la estación de La Corredoria se sitúa en el puesto 6.º, por número de viajeros, en las Cercanías de Asturias.